# Fabienne Babe
Fabienne Babe, née le 26 décembre 1959 à Boulogne-Billancourt, est une actrice française.

## Biographie
Révélée au grand public par Jacques Rivette dans le rôle de Catherine dans Hurlevent, Fabienne Babe a construit une carrière exigeante dans le cinéma d'auteur en France et à l'étranger : elle a ainsi tourné avec Ken Loach, Jean-Claude Brisseau, Christine Pascal, Cédric Kahn, Jean-Claude Guiguet, Amos Gitaï, João César Monteiro, Jerzy Skolimowski, les Dardenne, Paul Vecchiali, André Téchiné ou Maurice Pialat.

## Filmographie

### Cinéma

#### Longs métrages
- 1984 : Souvenirs, Souvenirs d'Ariel Zeitoun : Francine
- 1985 : Hurlevent de Jacques Rivette : Catherine
- 1985 : Fatherland de Ken Loach : Emma de Baen
- 1986 : L'Unique de Jérôme Diamant-Berger : Sara
- 1986 : Richard et Cosima (Wahnfried / Richard und Cosima) de Peter Patzak : Judith Mendes-Gautier
- 1987 : Dolce assenza de Claudio Sestieri
- 1988 : De bruit et de fureur de Jean-Claude Brisseau : l'enseignante
- 1989 : Zanzibar de Christine Pascal : l'actrice Camille Dor
- 1990 : De plein fouet (All out) de Thomas Koerfer : Julia
- 1991 : Bar des rails de Cédric Kahn : Marion
- 1992 : Le Mirage de Jean-Claude Guiguet : Anna Tümmler
- 1991 : Golem, l'esprit de l'exil d'Amos Gitaï : Orpa
- 1991 : Ferdydurke de Jerzy Skolimowski : Sophie
- 1992 : Je pense à vous de Jean-Pierre Dardenne et Luc Dardenne : Céline
- 1992 : Le Dernier Plongeon (O Ultimo mergulho) de João César Monteiro : Esperanca
- 1993 : De sueur et de sang de Paul Vecchiali : Nora Mouche
- 1994 : Le Garçu de Maurice Pialat:  Cathy
- 1995 : Les Voleurs d'André Téchiné : Mireille
- 1997 : Les Démons de Jésus de Bernie Bonvoisin : Mathilde
- 1998 : Zonzon de Laurent Bouhnik : Christine
- 1998 : La Vie est dure, nous aussi de Charles Castella : Béa
- 1998 : Les Passagers de Jean-Claude Guiguet : Anna
- 1999 : Inséparables de Michel Couvelard : Loulou
- 1999 : La Mécanique des femmes de Jérôme de Missolz
- 2000 : Old School de Kader Ayd et Karim Abbou : Christie
- 2001 : La Vie promise d'Olivier Dahan : Sandra
- 2002 : Le Cœur des hommes de Marc Esposito : Lili
- 2003 : Fais-moi rêver de Jacky Katu : Alice
- 2003 : À vot' bon cœur de Paul Vecchiali : l'amoureuse sur le banc
- 2004 : Aux abois de Philippe Collin : Gisèle
- 2005 : J'ai vu tuer Ben Barka de Serge Le Péron : Anne-Marie Coffinet
- 2006 : Jean de La Fontaine, le défi de Daniel Vigne : Henriette d'Angleterre, duchesse d'Orléans
- 2007 : Le Cœur des hommes 2 de Marc Esposito : Lili
- 2009 : Je te mangerais de Sophie Laloy : Odile Dandin
- 2012 : Hénaut président de Michel Muller : la prostituée Gio Conseil
- 2013 : Les Rencontres d'après minuit de Yann Gonzalez : la star
- 2015 : L'Antiquaire de François Margolin : Fabienne
- 2015 : Le Combat ordinaire de Laurent Tuel : la fille Moret
- 2016 : À tous les vents du ciel de Christophe Lioud : la mère de Mia
- 2017 : De sas en sas de Rachida Brakni : Marlène
- 2016 : Jours de France de Jérôme Reybaud ; Diane Querqueville
- 2018 : Que le diable nous emporte de Jean-Claude Brisseau : Camille
- 2020 : Un soupçon d'amour de Paul Vecchiali : Isabelle Barflot
- 2020 : Walden de Bojena Horackova : Jana, adulte

#### Courts métrages
- 1991 : Les Dents de ma mère de Jean-Christophe Bouvet : Fabienne
- 1995 : Cinq à sec de Jacky Katu : Félicia
- 1996 : Bull business de Richard Bean
- 2000 : L'Attaque du camion de glaces de Brice Ansel : la mère de Jules
- 2002 : Erotic Tales : Porn.com de Bob Rafelson : Inga
- 2002 : L'Amertume de la chanteuse devant l'utilité des fils barbelés d'Armand Lameloise : Chantal
- 2004 : Juste un peu de réconfort... d'Armand Lameloise: la mère d'Arnaud
- 2006 : Aires 06 de Jérôme Reybaud : Voix
- 2007 : Blackbird Pie de Jean Anouilh : Irène
- 2012 : Le Locataire de Nadège Loiseau : Nicole
- 2019 : Mens de Isabelle Prim : La veuve

### Télévision
- 1984 : Série noire, épisode L'Ennemie public n°2 d'Edouard Niermans (série) : Marion
- 1985 : Hôtel de police, épisode Passage à vide de Claude Barrois (série) : Hélène
- 1985 :  L'Histoire en marche : Les Prisonnières de Jean-Louis Lorenzi (téléfilm) : Anne Goutes
- 1985 : Néo Polar, épisode La Théorie du 1% de Gérard Marx (série) : Francine
- 1986 : Un moment d'inattention de Liliane de Kermadec (téléfilm) : Catherine
- 1988 : Sueurs froides, épisode À farceur, farceur et demi d'Arnaud Sélignac (série) : Cécile
- 1988 : Mont-Royal, épisode Passages (série) : Cécile
- 1988 : Tourbillons de Josée Dayan (mini série) : Irène
- 1988 : Haute tension, épisode Le Visage du passé de Patrick Dromgoole (série) : Audrey
- 1990 : Quartier nègre de Pierre Koralnik (téléfilm) : Germaine Dupuche
- 1993 : Regards d'enfance, épisode L'Homme de la maison de Pierre Lary : Claire
- 1997 : Avocat d'office, épisode L'Amour piégé de Bernard Stora : Nadine
- 1998 : Regards d'enfance, épisode Maximum vital de François Rossini : Claire
- 1998 : Alger-Beyrouth. Pour mémoire de Merzak Allouache (téléfilm) : Catherine
- 1998 : Un taxi dans la nuit d'Alain-Michel Blanc (téléfilm) : Anne Lambert
- 2001 : Les Voies du paradis de Stéphane Kurc (téléfilm) : Camille
- 2002 : Napoléon d'Yves Simoneau (mini série) : Madame de Staël
- 2007 : Les Bleus, premiers pas dans la police (5 épisodes) (série) : la mère d'Alex
- 2007 : Malone, épisode Jolie môme de Didier Le Pêcheur (série) : Jennifer Clément
- 2008 : Julie Lescaut, saison 17,  épisode 4 Alerte enlèvement de Pierre Aknine : Isabelle Conty
- 2010 : Profilage, épisode Réussir ou mourir de Christophe Lamotte : Martine Hardouin
- 2010-2012 : Victoire Bonnot, cinq épisodes (série) : Madame Wilmote
- 2013 : Section de recherches, épisode Attraction fatale d'Eric Le Roux : Madame Larère
- 2020 : Un homme ordinaire (mini-série) de Pierre Aknine
- 2020 : Commissaire Magellan, épisode Le Bonheur des autres

## Théâtre
- 2003 : Les Hommes sans aveu de Yann Apperry, mise en scène Belisa Jaoul,   Théâtre national de Chaillot